# ウィルフレッド・ディディ
- ウィルフレッド・ディディ
- －　・エンディディ
- －　・ヌディディ

オニィニェ・ウィルフレッド・ディディ（Onyinye Wilfred Ndidi, 1996年12月16日 - ）は、ナイジェリア・ラゴス出身のプロサッカー選手。ナイジェリア代表。ポジションはミッドフィルダー。ベシクタシュJK所属。

## 経歴

### KRCヘンク
2015年1月にKRCヘンクに加入した。2015年1月31日のシャルルロワSC戦にて、先発でデビューを果たし、74分までプレーをした。当初は、センターバックとして出場していたが、守備的ミッドフィルダーとして起用されると、以降は守備的ミッドフィルダーとしての起用が定着していった。2016年1月16日、SVズルテ・ワレヘム戦にて、キャリア初ゴールを記録した。
2016年4月19日のクラブ・ブルッヘ戦では、ペナルティエリア外から、時速111kmを観測した強烈なボレーシュートをゴールに叩き込み、4-2での勝利に貢献した。このゴールは、ジュピラー・プロ・リーグの年間最優秀ゴール、ベルギー年間最優秀ゴールを同時受賞した。
元々センターバックであった時に培った守備能力に加え、ボール奪取、攻撃の組み立てなど、守備的ミッドフィルダーのポジションでその能力を開花させ、2016-17シーズン冬の移籍市場の注目株となり、特に、レスター・シティ、マンチェスター・ユナイテッドなどが強い関心を示した。

### レスター・シティFC
2017年1月3日、2016-17シーズン冬の移籍市場において、移籍金1500万ポンドでレスター・シティとの5年半の契約を結ぶことが発表された。2017年1月7日のFAカップ、エヴァートンFC戦にて先発で起用され、レスター・シティでのデビューを飾った。
2017年2月8日のFAカップ、ダービー・カウンティFC戦では、ミドルシュートにより移籍後初ゴールを決めた。夏にエンゴロ・カンテが抜けたことにより、中盤の選手バランスに苦心していたレスターであったが、ディディは即座に戦術にフィットし、以降主力として定着した。同シーズン、レスター・シティの年間最優秀若手賞を受賞した。
2018年8月19日、新たに2024年までの6年契約にサインした。
2019年11月22日、ブライトン戦にてプレミアリーグ出場が100試合に到達した。
2022年2月17日、ECL決勝ラウンドプレーオフとなるラナースFC戦1stレグにてレスターでの公式戦出場200試合を迎え、先制点を決めるなどチームは4－1で勝利した。
2023-24シーズン、EFLチャンピオンシップへの降格によりバイエルン・ミュンヘンやリバプールなどのクラブから関心を集めたものの結局残留。
新監督のエンツォ・マレスカの下では従来の守備的ポジションではなくインサイドハーフとして起用され、積極的な攻撃参加から得点に絡む機会が増えた。
クラブとの契約が満了を迎えたため去就が注目されていたが、2024年7月12日、再び同クラブと3年契約を結んだ。
2025年4月26日、ウルブスとのリーグ戦にて同クラブ300試合出場を達成した。
2025年8月8日、ベシクタシュJKに完全移籍。

### 代表
2013年のアフリカU-17選手権に出場していたが、MRI検査により、年齢詐欺の疑いが浮上し、大会から姿を消すことになった。その後は、U20代表として、2013 FIFA U-20ワールドカップ、2015 FIFA U-20ワールドカップに出場した。2015年10月9日のコンゴ民主共和国との親善試合でフル代表デビュー。

## 人物・エピソード
2019年から所属するクラブと同じくレスターに所在するデ・モントフォート大学でビジネスマネジメントに関するコースを受講し始め、2022年に学位を取得した。

## 個人成績

### クラブでの成績
2025年8月8日現在
　出典：Soccerway.com
| クラブ           | シーズン | リーグ戦           | リーグ戦 | リーグ戦 | カップ戦 | カップ戦 | リーグ杯 | リーグ杯 | UCL  | UCL  | UEL  | UEL  | UECL | UECL | その他 | その他 | 合計 | 合計 |
| クラブ           | シーズン | リーグ             | 試合     | 得点     | 試合     | 得点     | 試合     | 得点     | 出場 | 得点 | 試合 | 得点 | 試合 | 得点 | 試合   | 得点   | 試合 | 得点 |
| ---------------- | -------- | ------------------ | -------- | -------- | -------- | -------- | -------- | -------- | ---- | ---- | ---- | ---- | ---- | ---- | ------ | ------ | ---- | ---- |
| KRCヘンク        | 2014-15  | ジュピラー         | 6        | 0        | 0        | 0        | -        | -        | -    | -    | -    | -    | -    | -    | -      | -      | 6    | 0    |
| KRCヘンク        | 2015-16  | ジュピラー         | 36       | 4        | 5        | 0        | -        | -        | -    | -    | -    | -    | -    | -    | 2      | 0      | 43   | 4    |
| KRCヘンク        | 2016-17  | ジュピラー         | 19       | 0        | 3        | 1        | -        | -        | -    | -    | 12   | 2    | -    | -    | -      | -      | 34   | 3    |
| KRCヘンク        | 合計     | 合計               | 61       | 4        | 8        | 1        | -        | -        | -    | -    | 12   | 2    | -    | -    | 2      | 0      | 83   | 7    |
| レスター・シティ | 2016-17  | プレミアリーグ     | 17       | 2        | 2        | 1        | 0        | 0        | 4    | 0    | -    | -    | -    | -    | -      | -      | 23   | 3    |
| レスター・シティ | 2017-18  | プレミアリーグ     | 33       | 0        | 3        | 1        | 2        | 0        | -    | -    | -    | -    | -    | -    | -      | -      | 38   | 1    |
| レスター・シティ | 2018-19  | プレミアリーグ     | 38       | 2        | 0        | 0        | 2        | 0        | -    | -    | -    | -    | -    | -    | -      | -      | 40   | 2    |
| レスター・シティ | 2019-20  | プレミアリーグ     | 32       | 2        | 3        | 0        | 4        | 0        | -    | -    | -    | -    | -    | -    | -      | -      | 39   | 2    |
| レスター・シティ | 2020-21  | プレミアリーグ     | 26       | 1        | 6        | 0        | 0        | 0        | -    | -    | 4    | 0    | -    | -    | -      | -      | 36   | 1    |
| レスター・シティ | 2021-22  | プレミアリーグ     | 19       | 0        | 1        | 0        | 2        | 0        | -    | -    | 4    | 1    | 4    | 1    | 1      | 0      | 31   | 2    |
| レスター・シティ | 2022-23  | プレミアリーグ     | 27       | 0        | 1        | 0        | 2        | 0        | -    | -    | -    | -    | -    | -    | 0      | 0      | 30   | 0    |
| レスター・シティ | 2023-24  | チャンピオンシップ | 32       | 4        | 1        | 0        | 3        | 2        | -    | -    | -    | -    | -    | -    | 0      | 0      | 36   | 6    |
| レスター・シティ | 2024-25  | プレミアリーグ     | 28       | 0        | 1        | 0        | 1        | 1        | -    | -    | -    | -    | -    | -    | 0      | 0      | 30   | 1    |
| レスター・シティ | 合計     | 合計               | 252      | 11       | 18       | 2        | 16       | 3        | 4    | 0    | 8    | 1    | 4    | 1    | 1      | 0      | 303  | 18   |
| 通算             | 通算     | 通算               | 313      | 15       | 26       | 3        | 16       | 3        | 4    | 0    | 20   | 3    | 4    | 1    | 3      | 0      | 386  | 25   |

1. ↑  ヨーロッパリーグプレーオフへの出場
2. ↑  FAコミュニティ・シールドへの出場

## 代表歴

### 出場大会
- ナイジェリア代表
  - 2018 FIFAワールドカップ

### 試合数
2025年8月8日現在
- 国際Aマッチ 66試合 0得点（2015年-）[27]

| ナイジェリア代表 | 国際Aマッチ | 国際Aマッチ |
| 年               | 出場        | 得点        |
| ---------------- | ----------- | ----------- |
| 2015             | 2           | 0           |
| 2016             | 4           | 0           |
| 2017             | 8           | 0           |
| 2018             | 10          | 0           |
| 2019             | 13          | 0           |
| 2021             | 7           | 0           |
| 2022             | 5           | 0           |
| 2023             | 5           | 0           |
| 2024             | 8           | 0           |
| 2025             | 4           | 0           |
| 通算             | 66          | 0           |

## タイトル

### クラブ
レスター
- FAカップ：2020-21
- FAコミュニティ・シールド：2021
- EFLチャンピオンシップ：2023-24

### 個人
- ジュピラー・プロ・リーグ 最優秀ゴール：2015-16[6]
- ベルギー年間最優秀ゴール：2016[7]
- レスター・シティ年間最優秀若手賞：2016-17[14], 2017-18[28]